# Havayoth
Havayoth ist ein im Jahr 2000 gegründetes Dark-Rock-Projekt, das sich aus den Mitgliedern der Bands Bewitched, Vintersorg und Naglfar zusammensetzt. Havayoth bedeutet übersetzt ungefähr so viel wie Das Ende von Allem.
Die Band veröffentlichte im Jahr 2000 ihr Debüt-Album His Creation Reversed. Das Material für die bereits angekündigte Veröffentlichung „A Journey Called Dreams“ sollte nicht mehr für Havayoth verwendet werden, stattdessen wird an einem neuen Album gearbeitet. 

## Diskografie
- 2000: His Creation Reversed (Album)